# Fiat 525
Fiat 525 – samochód osobowy produkowany przez włoski koncern motoryzacyjny Fiat w latach 1928–1931. 525 był następcą mniejszego Fiata 512. Po roku produkcji dokonano modyfikacji zmieniając nazwę na 525N. Dostępna była również sportowa wersja, 525 SS, wyposażona w mocniejszy silnik oraz krótsze podwozie. Łącznie powstało około 4400 egzemplarzy modelu.

## Silniki
| Model  | Lata    | Silnik | Pojemność | Moc   | Układ zasilania   |
| ------ | ------- | ------ | --------- | ----- | ----------------- |
| 525    | 1927-29 | R6 SV  | 3739 cm³  | 69 hp | pojedynczy gaźnik |
| 525 SS | 1928-30 | R6 SV  | 3739 cm³  | 89 hp | pojedynczy gaźnik |

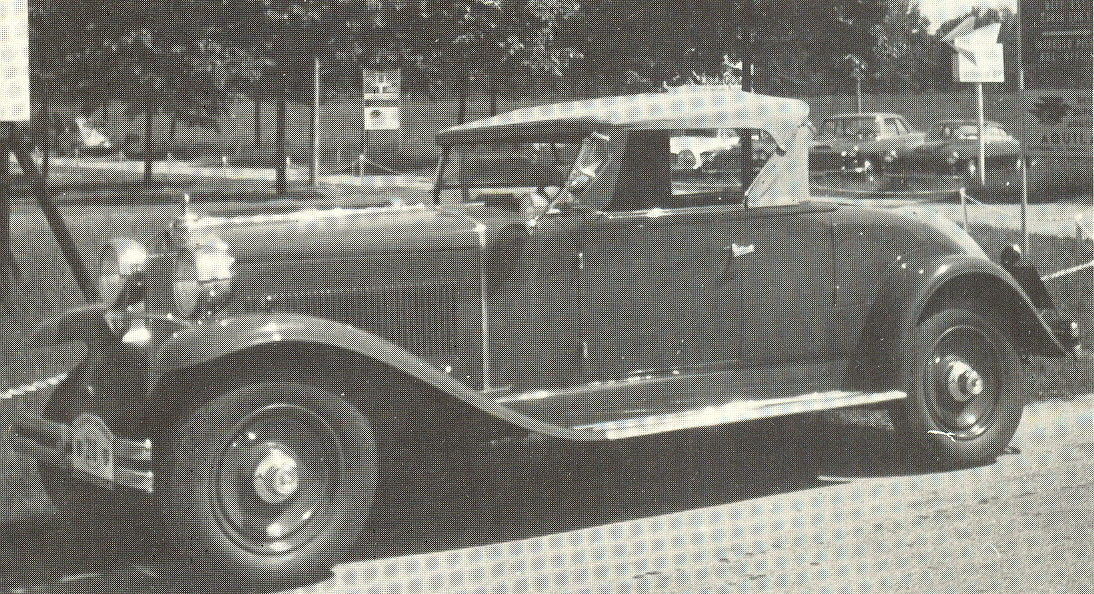
Fiat 525 N Spider 1929
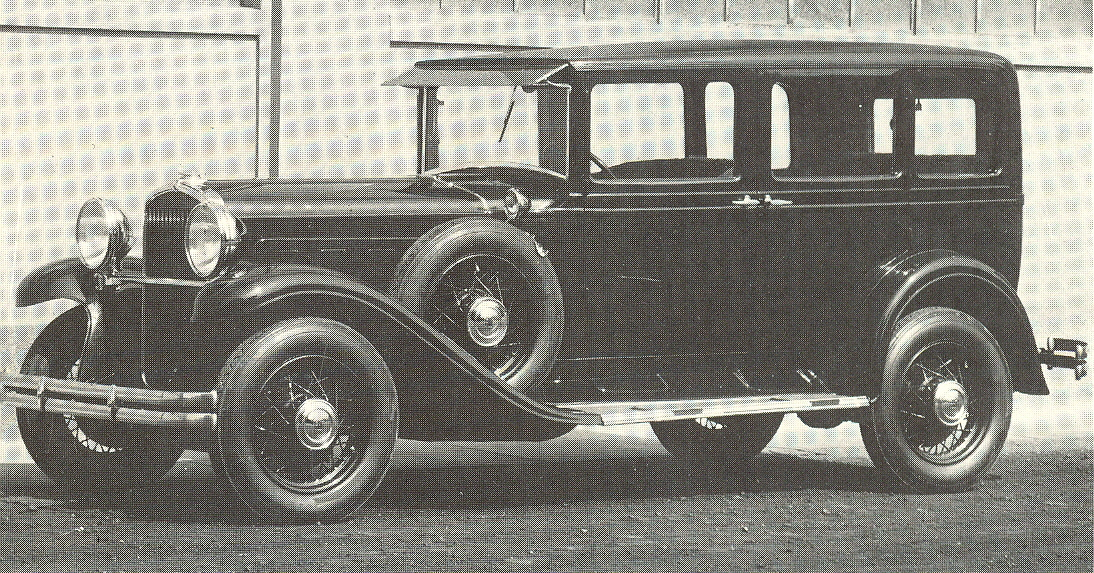
Fiat 525 S Sedan 1929
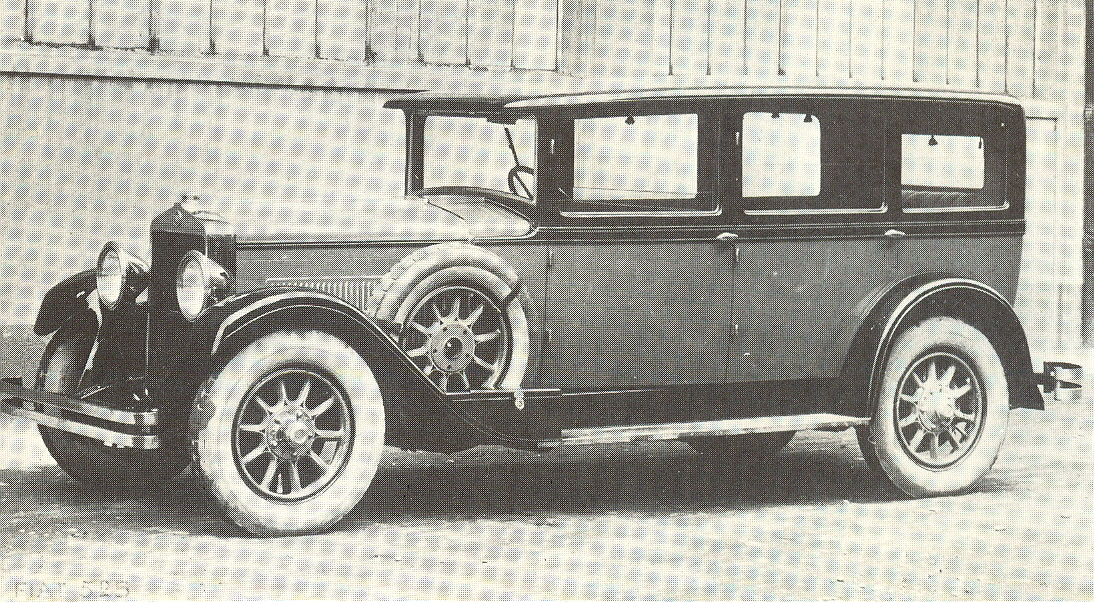
Fiat 525 Sedan 1928